# FK Olimpik Sarajevo
Der FK Olimpik Sarajevo (früher FK Olimpik) war ein Fußballverein aus der bosnischen Hauptstadt Sarajevo. Der Verein wurde während des Bosnienkrieges und der Belagerung von Sarajevo im Oktober 1993 unter schwierigen Umständen ins Leben gerufen.

## Geschichte
In der Saison 1994/95 nahm der Verein an der bosnischen Meisterschaft teil. Damals wurde die bosnische Liga in Regionen aufgeteilt. Deren Gruppensieger und Gruppenzweite spielten danach in der K.-o.-Phase die Meisterschaft untereinander aus. Der FK Olimpik Sarajevo bekam es in der Gruppenphase mit den Traditionsvereinen FK Sloboda Tuzla, Gradina Srebrenik und NK Travnik zu tun und beendete die Meisterschaft mit dem dritten Platz.
Nach Ende des Krieges 1995/96 nahm der Verein an der neuen bosnischen Liga teil, die aus sechzehn Vereinen bestand. Olimpik beendete die Saison auf dem fünfzehnten Platz und stieg in Folge in die Zweite Liga ab. Zwischenzeitlich spielte der Verein nur in der Dritten Liga, schaffte jedoch in der Saison 2007/08 den Wiederaufstieg in die Zweite Liga. Ein Jahr darauf gelang die Rückkehr in die höchste Spielklasse.
Den ersten großen Cup-Erfolg erzielte Olimpik in der Saison 2000/01. Die Sarajevoer besiegten Mannschaften wie Butmir, Mramor und Radnik Bijeljina, mussten sich jedoch im Viertelfinale mit 0:4 im Hin- und Rückspiel dem Stadtkonkurrenten FK Željezničar geschlagen geben. Bis zur Saison 2008/09 folgten keine großen Ergebnisse mehr, im Cup erreichte man nach langer Zeit wieder das Viertelfinale. Mannschaften wie Iskra Bugojno und NK Travnik wurden geschlagen, jedoch scheiterte Olimpik erneut gegen einen Stadtrivalen, dieses Mal gegen den FK Slavija. 2015 gewann Olimpik den Fußballcup im Elfmeterschießen gegen NK Široki Brijeg. Dieser Erfolg ist zugleich der größte Erfolg in der Vereinsgeschichte.

## Stadion
- Otoka

## Erfolge
- Pokalsieger (1): 2015